# Debreceni EAC
Der Debreceni Egyetemi Atlétikai Club (deutsch Universitäts Athletik Club Debrecen; kurz DEAC oder Debreceni EAC) ist ein 1919 gegründeter ungarischer Sportverein aus der ostungarischen Stadt Debrecen. Sein Vorgänger ist der 1906 gegründete Debreceni Akadémiai Atlétikai Club. Namensgeber des Vereins ist die Universität Debrecen. Seit der Gründung des Clubs sind die meisten Mitglieder Studierende und Dozenten der Universität. Im Jahr 2017 verfügte der Sportverband über 16 Sektionen, von denen vier in der jeweils höchsten ungarischen Spielklasse antraten.
Zu den bekanntesten Sektionen gehören Basketball (seit 2017 in der Nemzeti Bajnokság I/A), Fußball (zuletzt 2021 in der Nemzeti Bajnokság II), Volleyball, Eishockey (seit 2018 in der Erste Liga), Handball, American Football und Futsal.

## Namenshistorie
- Debreceni Egyetemi Athletikai Club (1919–1946)
- Debreceni Egyetemi Sport Egyesület (1946–1947)
- Debreceni MEFESz SE (1948–1949)
- Debreceni Főiskolai SE (1949–1950)
- Debreceni Egyetemi SE (1950–1951)
- DEAC−DISZ FSE (1951)
- Debreceni Haladás SE (DHSE) (1951–1957)
- Debreceni Egyetemi Atlétikai Club (1957–1979)
- Debreceni Universitas SE (1979–1989)
- KLTE−DSK (1989–1991)
- Debreceni Egyetemi Atlétikai Club (seit 1991)
- Debreceni EAC – Szertár Sportbolt (2005–2014)

## Sektionen

### Basketball
Die Basketball-Abteilung wurde 2012 gegründet und nahm den Spielbetrieb in der zweitklassigen Nemzeti Bajnokság I/B auf. 2017 schaffte das Team den Aufstieg in die höchste Spielklasse, die Nemzeti Bajnokság I/A. 2021 wurde das Team ungarischer Vize-Pokalsieger.

### Eishockey
Die Sektion Eishockey wurde 2017 nach der Auflösung des Debreceni HK gegründet und nahm zur Saison 2018/19 den Spielbetrieb in der multinationalen Erste Liga auf. Zu den größten Erfolgen der Sektion gehört der Gewinn des ungarischen Pokalwettbewerbs 2021 und 2022.
Trainer
- David Musial (2018–2021)[2]
- József György (2021–2023)[3]
- Artyom Vaszjunyin (seit 2023)[4]

### Leichtathletik
Der DEAC brachte drei Olympiateilnehmer hervor:
- Ilona Bruzsenyák, 1972 und 1976
- István Göri, 1964
- Magdolna Lázár 1976

### Volleyball
Im Jahr 2003 erreichte die Männer-Volleyballmannschaft des DEAC die höchste Spielklasse (NB I). Mit zwei Ausnahmen sind alle Spieler der Mannschaft Universitätsstudenten. Die Frauen-Volleyballmannschaft startete in der Saison 2016/17 erstmals in der NB II.